# ليونارد نيل
ليونارد نيل (بالإنجليزية: Leonard Neale)‏ هو كاهن كاثوليكي أمريكي، ولد في 15 أكتوبر 1746 في بورت توباكو فيليج في الولايات المتحدة، وتوفي في 18 يونيو 1817 في بالتيمور في الولايات المتحدة.